# Shrill
Shrill est une série télévisée américaine de type comédie en 22 épisodes d'environ 28 minutes basée sur le livre de Lindy West, Shrill: Notes from a Loud Woman (en) et diffusée entre le 15 mars 2019 et le 7 mai 2021 sur le service Hulu. Elle met en vedette l'actrice Aidy Bryant dans le rôle principal.
En France, la série est diffusée depuis le 23 décembre 2019 sur Canal+ Séries. Elle reste inédite dans les autres pays francophones.

## Synopsis
Jeune femme en surpoids, Annie veut changer de vie mais pas de corps. Dans son quotidien, elle se bat pour devenir journaliste et se retrouve en butte à des problèmes de couple, à des parents malades et à un patron perfectionniste.

## Distribution

### Acteurs principaux
- Aidy Bryant (VF : Marie Giraudon) : Annie Easton
- Lolly Adefope (en) (VF : Daria Levannier) : Fran, la meilleure amie et colocataire d'Annie
- Luka Jones (VF : Cédric Dumond) : Ryan, le petit ami d'Annie
- John Cameron Mitchell (VF : Sébastien Desjours) : Gabe Parrish, le patron d'Annie
- Ian Owens (VF : Mike Fédée) : Amadi, le collègue et ami d'Annie
- Patti Harrison (VF : Karine Foviau) : Ruthie, une collègue d'Annie (récurrente saison 1)

### Acteurs récurrents
- Julia Sweeney (VF : Élisabeth Fargeot) : Vera, la mère d'Annie[4]
- Daniel Stern (VF : Philippe Vincent) : Bill, le père d'Annie
- Scott Engdahl (VF : Jérôme Wiggins) : Andy
- Dana Millican (VF : Juliette Poissonnier) : Kim
- Sean Tarjyoto (VF : Benjamin Gasquet) : Angus
- Tommy Snider (de) (VF : Igor Chometowski) : Mike
- Cameron Britton : Will (saison 3)[5]
- Akemnji Ndifornyen : le frère de Fran

### Invités
- Ntare Guma Mbaho Mwine : Lucky, le père de Fran
- Patrice Johnson : la mère de Fran
- Ego Nwodim : Abby, la cousine de Fran

## Production
Le 15 avril 2019, la série est renouvelée pour une deuxième saison et mise en ligne début 2020.
Le 31 mars 2020, la série est renouvelée pour une troisième saison, qui sera la dernière.

## Épisodes

### Première saison (2019)
| Numéro | Titre             | Réalisé par         | Écrit par                                       |
| ------ | ----------------- | ------------------- | ----------------------------------------------- |
| 1      | Annie (Annie)     | Jesse Peretz        | Aidy Bryant, Alexandria Rushfield et Lindy West |
| 2      | Rencard (Date)    | Carrie Brownstein   | Aidy Bryant, Alexandria Rushfield et Lindy West |
| 3      | Crayon (Pencil)   | Andy DeYoung        | Dave King                                       |
| 4      | Pool Party (Pool) | Shaka King          | Samantha Irby                                   |
| 5      | Article (Article) | Gillian Robespierre | Sudi Green                                      |
| 6      | Troll (Troll)     | Shaka King          | Craig DiGregorio                                |

### Deuxième saison (2020)
Elle a été mise en ligne le 24 janvier 2020.
| Numéro | Titre             | Réalisé par    | Écrit par                                       |
| ------ | ----------------- | -------------- | ----------------------------------------------- |
| 1      | Camp (Camp)       | Shaka King     | Aidy Bryant                                     |
| 2      | Kevin (Kevin)     | Anna Dokoza    | Rob Klein et Hye Yun Park                       |
| 3      | Skate (Skate)     | Rebecca Asher  | Tami Sagher                                     |
| 4      | Freak (Freak)     | Ally Pankiw    | Rob Klein et Clare O'Kane                       |
| 5      | Mariage (Wedding) | Shaka King     | Solomon Georgio                                 |
| 6      | WAHAM (WAHAM)     | Natasha Lyonne | Sudi Green                                      |
| 7      | Salon (Salon)     | Oz Rodriguez   | Lindy West                                      |
| 8      | HR (HR)           | Andrew DeYoung | Aidy Bryant, Alexandria Rushfield et Lindy West |

### Troisième saison (2021)
Elle a été mise en ligne le 7 mai 2021.
1. Ribs
2. Will
3. Retreat
4. Ranchers
5. No
6. Sorry
7. Beach
8. Move

### Revue de presse
- Thomas Destouches, « Un charme fou. Shrill est un portrait de femme touchant, juste et moderne, porté par Aidy Bryant, une comedienne phénoménale. », Télécâble Sat Hebdo no 1546, SETC, Saint-Cloud, 16 décembre 2019, p. 10-11,  (ISSN 1630-6511)